# Stumpfer Turm (Lemgo)

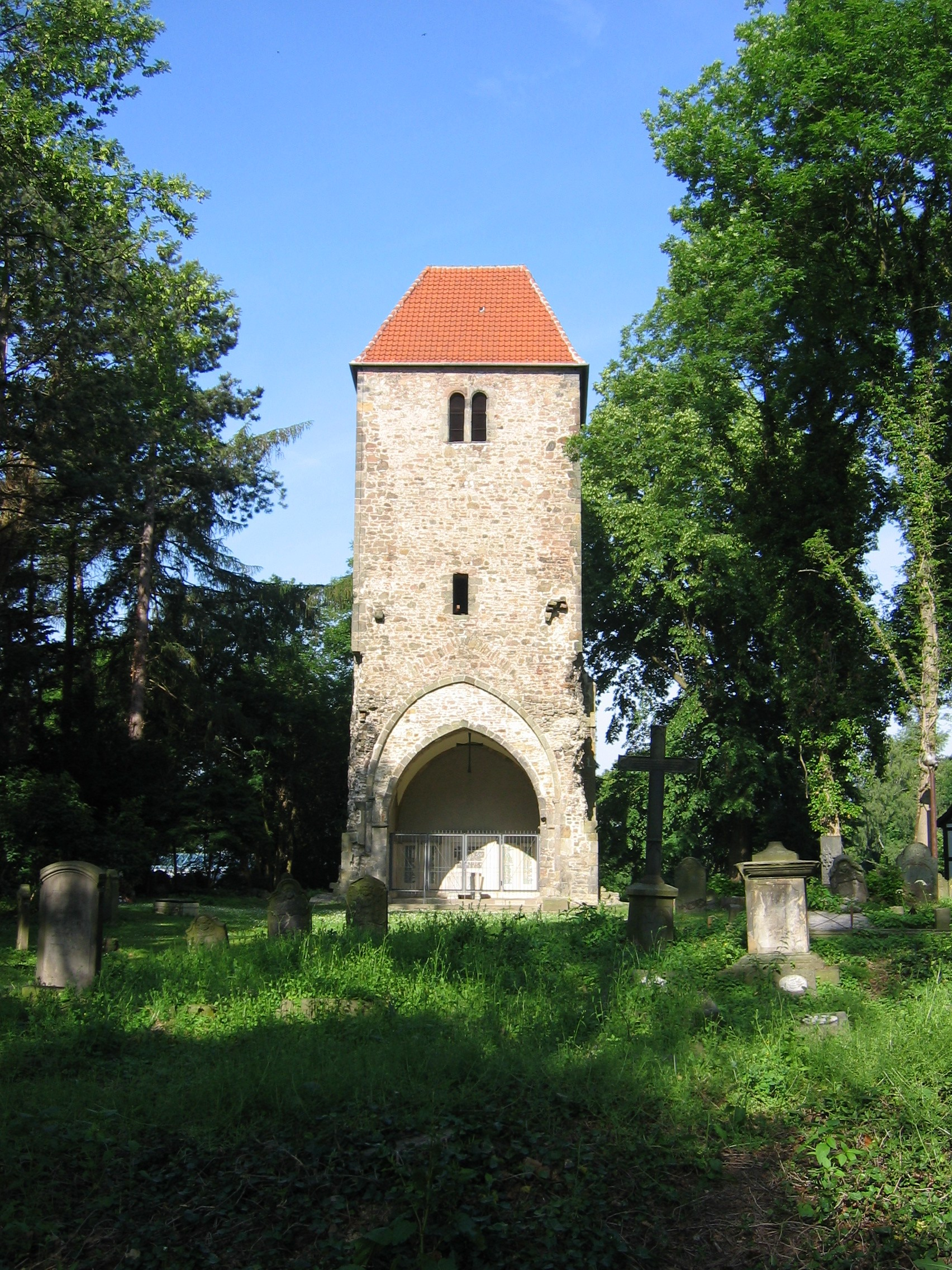
Stumpfer Turm

Der Stumpfe Turm ist der freistehende Glockenturm der evangelisch-reformierten Pfarrkirche St. Johann in Lemgo.

## Geschichte und Architektur
An der Stelle der heutigen Kirche hat ab dem Jahr 780 vermutlich ein Vorläuferbau aus Holz gestanden, der vermutlich von einem Nachfolgebau aus Stein abgelöst wurde. Zur Zeit der Stadtgründung Lemgos durch Bernhard zur Lippe im 12. Jahrhundert, möglicherweise auch erst im 13. Jahrhundert, wurden diese Vorgängerbauten von einer größeren Kirche überbaut; sie war als Taufkirche St. Johannis extra muros („vor den Stadtmauern“) geweiht. Es war eine Kirche, in der ursprünglich der Bischof die Taufe vollzog. Durch den Abbruch der Kirche im Jahre 1638 blieb nur noch der Turm erhalten. Über die Beschaffenheit der Kirche vor ihrem Abbruch heißt es in einem Bericht aus dem Jahre 1668, den Otto Preuß erwähnt, die Pfarrkirche vor der Stadt sei so schön gewesen, dass kaum im ganzen Lande eine schönere zu finden gewesen wäre. Er steht inmitten eines stimmungsvollen Friedhofes, dort, wo ein Knochenfund jüngst auf das Jahr 780 datiert wurde und wo unzählige Bauerngeschlechter der Umgebung gebettet liegen, die einst zur Johannispfarrei gehörten. Von ihnen berichten die zahlreichen wuchtigen Grabsteine aus dem 17. und 18. Jahrhundert.
Der Turm mit seinen spärlichen Schlitzen und Schalllöchern erinnert an einen Wehrturm. Anstelle des ehemaligen Helms trägt er ein schlichtes Ziegeldach; daher auch die Bezeichnung Stumpfer Turm.

## Glocken

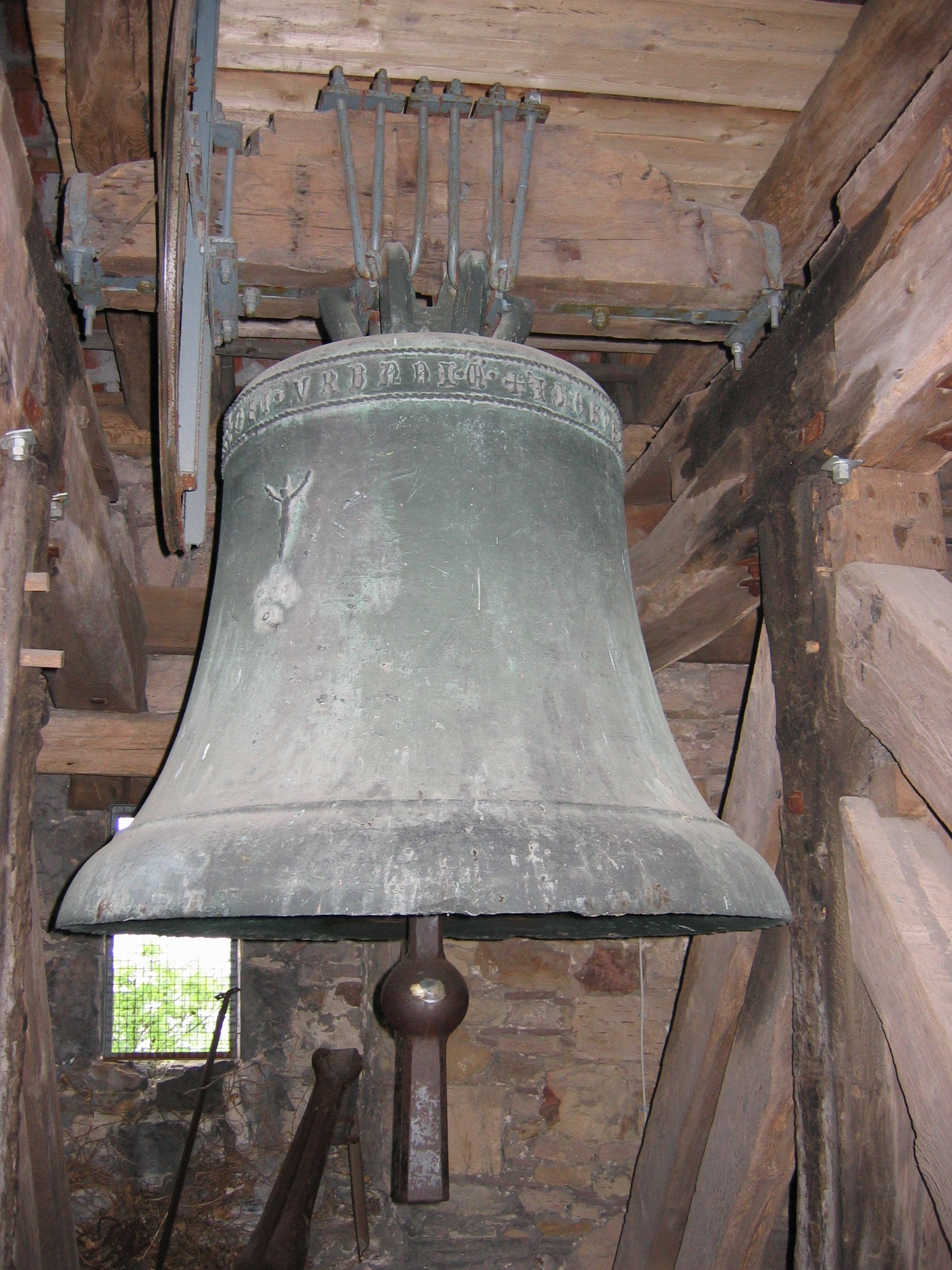
Bronzeglocke von 1398

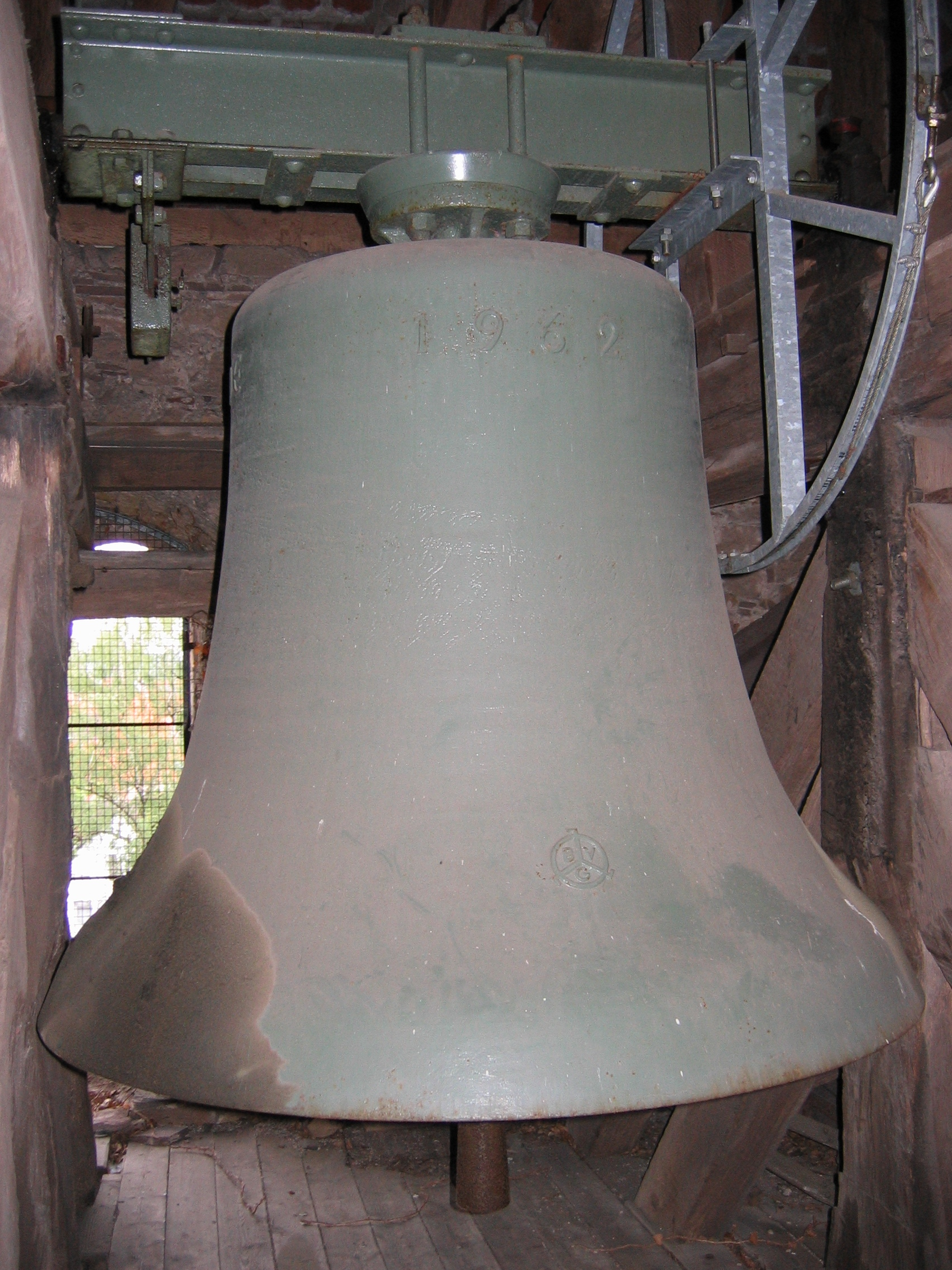
Gussstahlglocke von 1962

### Geschichte
Im zweifeldrigen Holzglockenstuhl hängen zwei Glocken. Die kleinere ist die älteste datierte Glocke in Lippe; ihr Gussdatum ist der 25. Mai 1398, ihr Gießer vermutlich Meister Grawick.
Eine ähnliche Glocke hängt in der evangelisch-reformierten Nicolauskirche in Lemgo-Brake; diese weist sehr ähnliche Verzierungen und – als Gießerzeichen des Meister Grawick – ebenfalls eine g-Minuskel auf; sie soll um 1400 entstanden sein. Ferner finden sich zwei Gabelkruzifixe und fünf Münzabdrücke auf dem Glockenmantel. Die zwischen zwei Kordelstegen verlaufende Inschrift lautet:
† AN(N)o. D(O)M(INI). Mo. CCCo. XCVIII. DIE. VRBANI. Mo. IHESVS. MARIA. IOHANNES
(Im Jahre des Herrn 1398, am Tage des Märtyrers Urban; Jesus, Maria, Johannes).
Klanglich gesehen gilt sie als frühes Beispiel für Glocken in gotischer Dreiklangrippe. Zwei weitere Glocken dieser Art sind die Nicolaiglocke (13. Jahrhundert) in St. Nicolai zu Lippstadt und die Betglocke (13. Jahrhundert) in der Lemgoer Nicolaikirche.
Im Jahre 1779 goss die Glockengießerei Fricke eine zweite Glocke im Schlagton d1 hinzu. Diese musste im Ersten Weltkrieg abgeliefert werden.
Anstelle ihrer trat die 1835 von den Glockengießern Jacob Greve & H. Humpert (Brilon) gegossene, 1.672 kg schwere cis1-Glocke aus St. Marien. Sie blieb bis 1942 auf dem Turm. Als Ersatz wurde erst 1962 eine Gussstahlglocke im Ton d1 vom Bochumer Verein gegossen, die am 23. September des gleichen Jahres geweiht wurde. Ihre Inschrift lautet: CHRISTUS IST UNSER FRIEDE.

### Daten
| Nr. | Gussjahr | Gießer          | Durchmesser (mm) | Masse (kg) | Schlagton |
| 1   | 1962     | Bochumer Verein | 1.500            | 1.430      | d1        |
| 2   | 1398     | Hans Grawick    | 1.290            | ≈1.500     | f1        |

### Läuteordnung
Die Läuteordnung sieht vor, dass an Sonn- und Feiertagen um 9 Uhr – eine Stunde vor Beginn des Gottesdienstes – das „Weckläuten“ mit der alten Glocke (Nr. 2) erfolgt. Beide Glocken zusammen läuten zu allen Gottesdiensten sowie zum Einläuten des Sonntags am Samstagabend von 18:00 bis 18:10 Uhr (parallel zu St. Nicolai, St. Marien und St. Pauli).